# 卡德厚斑
卡德厚斑 （Cadejo/kəˈdeɪhoʊ/）是冥王星上鄰近航海家高地的一小塊黑暗的表面特徵。它非正式的名稱是源自中美洲民間傳說的一種有著燃燒的紅色眼睛，像大狗的動物，是惡魔神靈的El Cadejo。新視野號在2015年7月飛越冥王星這顆矮行星時拍到這個特徵。